# 布拉瓦海岸

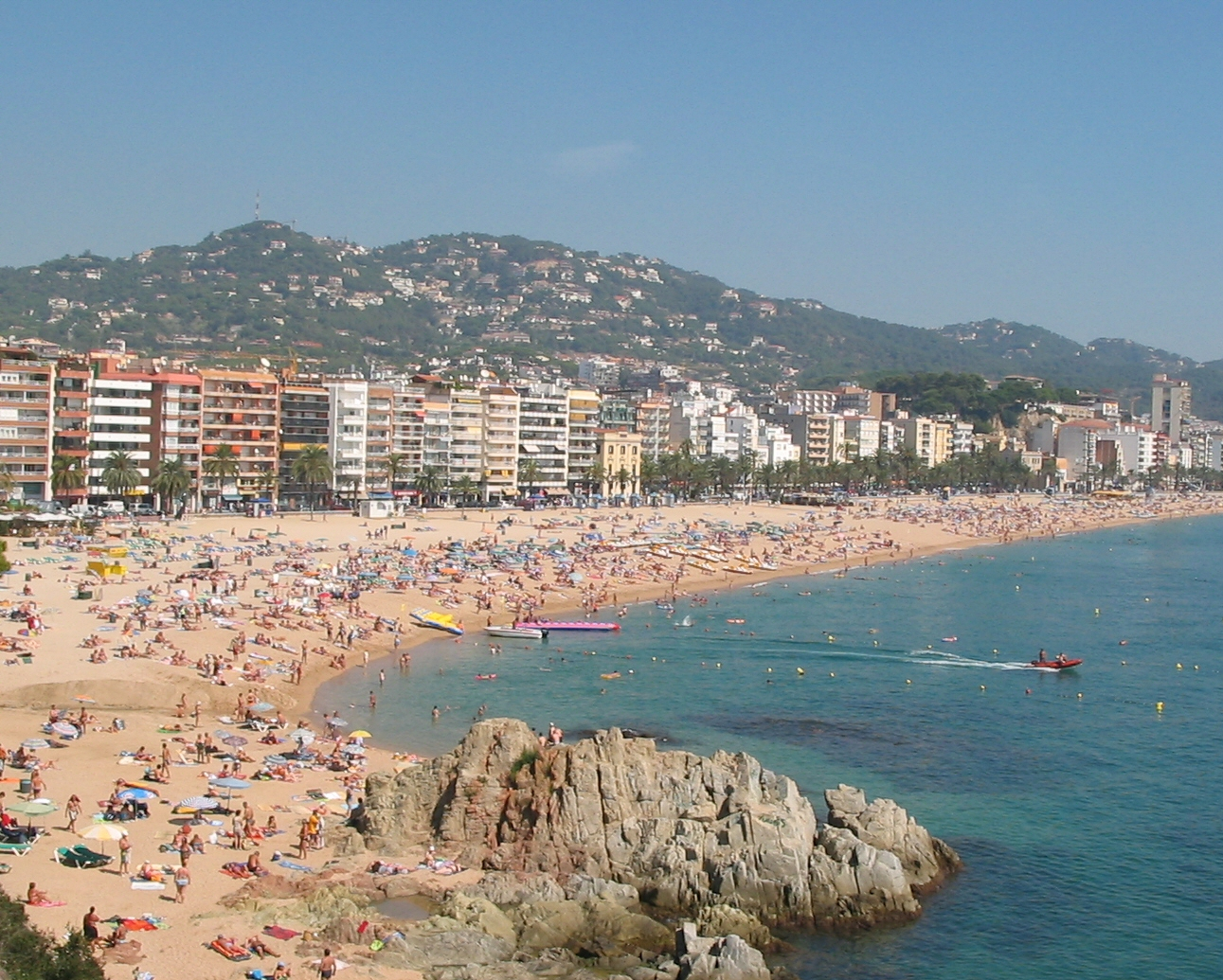
Lloret de Mar

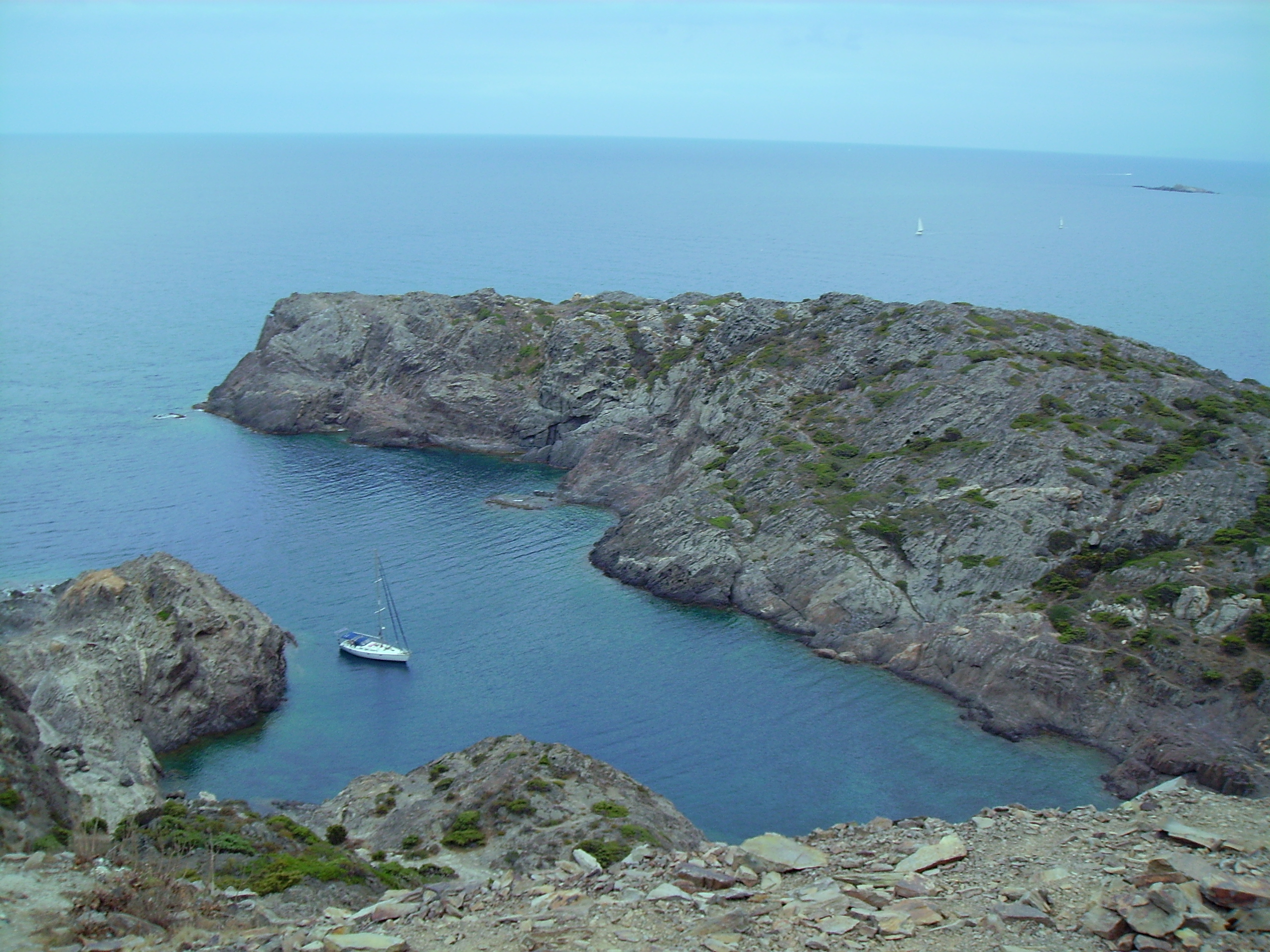
克雷乌斯角是伊比利亚半岛的最东端

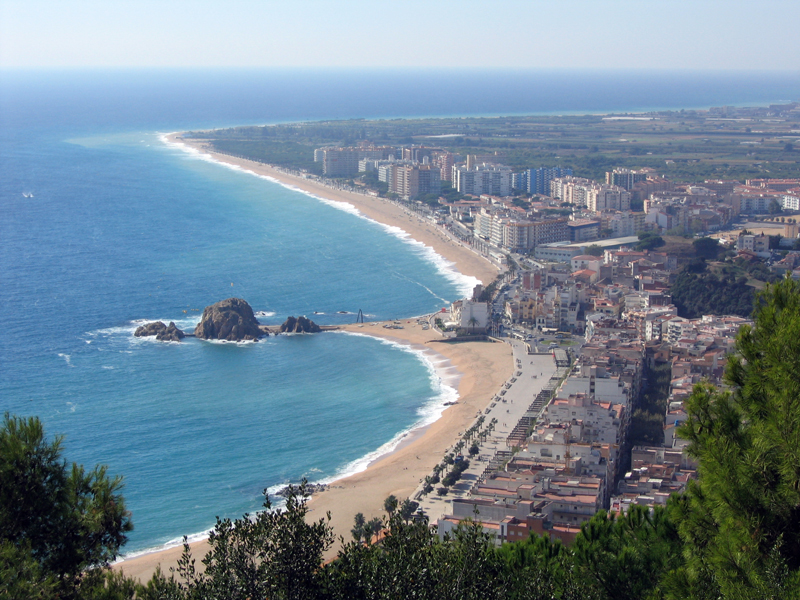
布拉内斯海滩

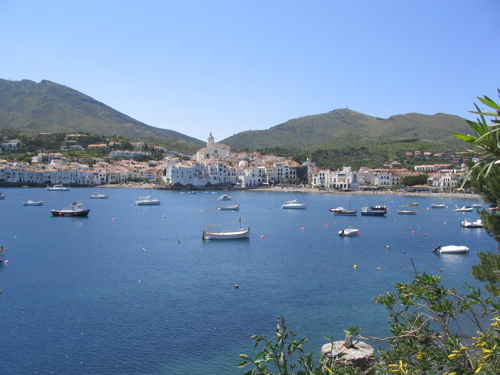
Cadaqués，艺术家的天堂

布拉瓦海岸（Costa Brava）是西班牙加泰罗尼亚东北部赫罗纳省的一段海岸线，从巴塞罗那东北60千米的布拉内斯（Blanes），到法国边境。
由于它的自然美景，高端房地产在整个区域非常盛行。尤其是“金三角”Tossa 、圣费利乌-德吉绍尔斯，和Llagostera。这一地区有许多高尔夫球场和游艇码头。

## 外部連結
- 参观布拉瓦海岸，西班牙旅游的官方网页